# Edinboro, Pennsylvania
Edinboro, Pennsylvania (енгл. Edinboro) град је у америчкој савезној држави Пенсилванија.

## Демографија
По попису из 2010. године број становника је 6.438, што је 512 (-7,4%) становника мање него 2000. године.
| Група             | 2000.         | 2010.         |
| Белци             | 6.362 (91,5%) | 5.861 (91,0%) |
| Афроамериканци    | 309 (4,4%)    | 307 (4,8%)    |
| Азијати           | 112 (1,6%)    | 65 (1,0%)     |
| Хиспаноамериканци | 69 (1,0%)     | 90 (1,4%)     |
| Укупно            | 6.950         | 6.438         |